# Jüdischer Friedhof (Żyrardów)
Koordinaten: 52° 3′ 39,6″ N, 20° 27′ 21,5″ O
Der Jüdische Friedhof Żyrardów ist ein jüdischer Friedhof in der polnischen Kreisstadt Żyrardów in der Woiwodschaft Masowien. Er wurde 1874 angelegt und ist 0,8 ha groß.

## Weblinks

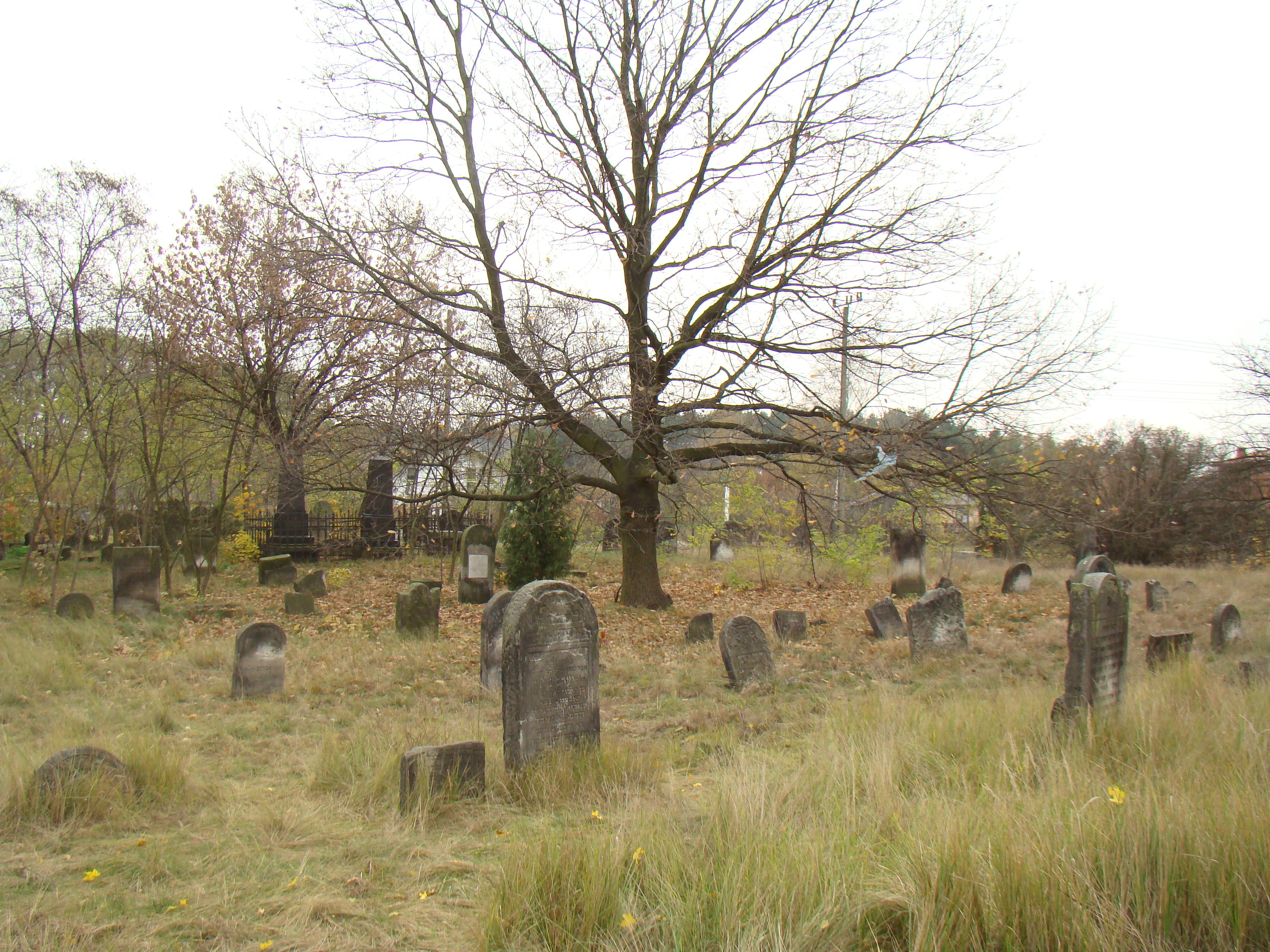
Jüdischer Friedhof in Żyrardów
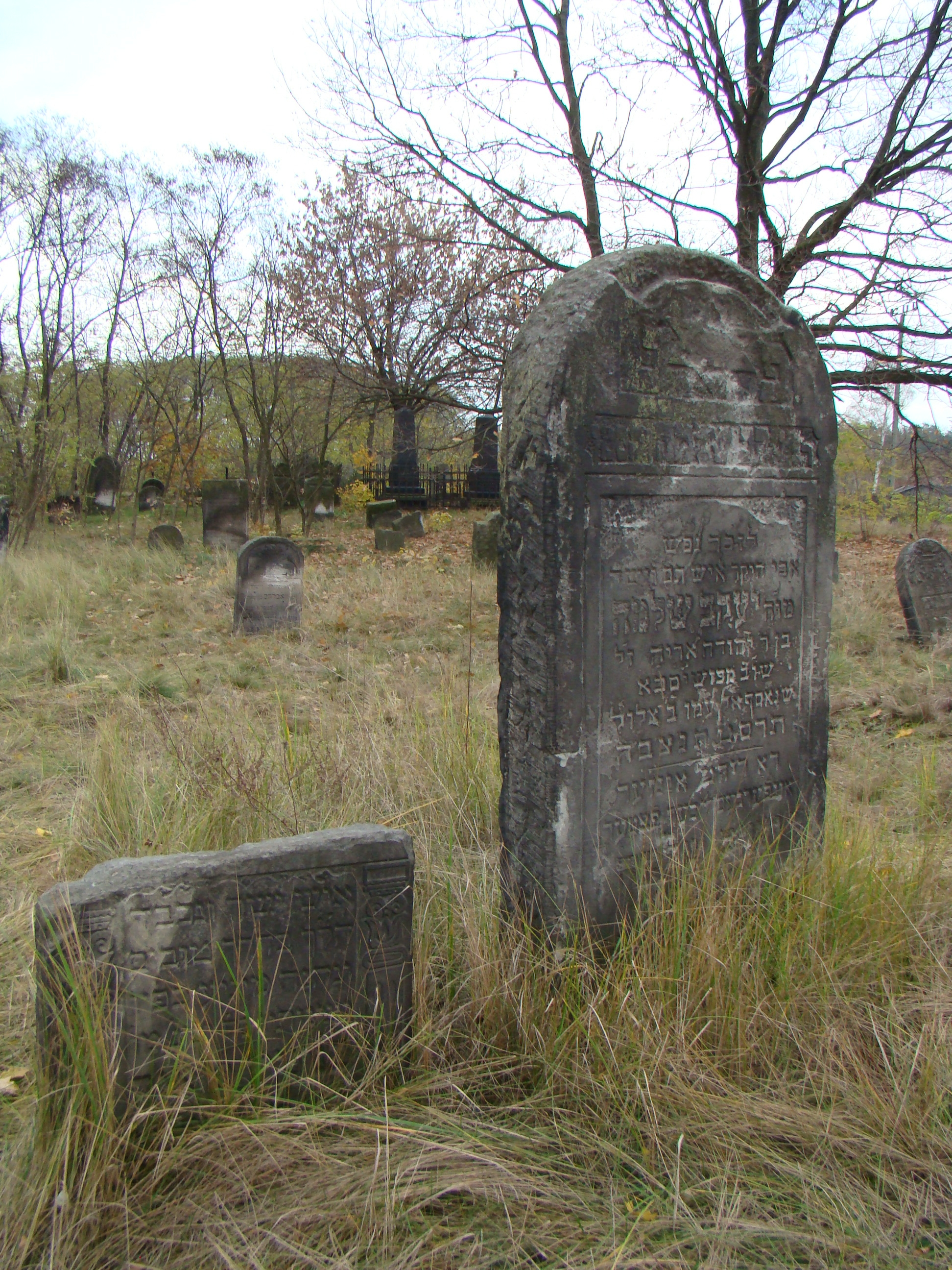
Grabsteine auf dem jüdischen Friedhof